# 임지혜 (레이싱 모델)
임지혜(1986년 2월 14일~2023년 6월 18일)는 대한민국의 전 레이싱 모델이다. 2006년에 레이싱 모델로 데뷔했으며 대한민국의 종합격투기 단체 로드 FC의 라운드 걸로 활동한 경력도 있다. 2014년 2월 22일에 결혼과 함께 은퇴했고 2018년에 이혼했다. 그 뒤로 피팅 모델로 활동하면서 임블리라는 예명을 사용했다.

## 학력
- 대동정보산업고등학교 졸업

## 모델 경력

### 레이싱 · 에이빙
- 2012년 EXR Team 106 레이싱 모델
- 2013년 서울모터쇼 어울림모터스 스피라 모델

### 라운드 걸
- 2013년 Road FC 013 라운드걸
- 2013년 Road FC 012 라운드걸
- 2013년 Road FC 011 라운드걸

### 기타
- 2006년 맥심 6월호 표지모델

## 모델 외 활동

### 드라마
- 2007년 tvN 심야드라마 《화》 - 레베카 역

### 영화
- 2006년 《해바라기》- 룸싸롱 언니1 역
- 2005년 《그냥 거기에 있었다》 - 지혜 역
- 2004년 《파송송 계란탁》 - 룸싸롱 아가씨4 역

### M/V
- 2011년 노블레스 - 사랑따위 개나 줘버려

## 수상
- 2011년 제12회 대한민국문화예술대상 레이싱 모델 부문 인기상

## 사건사고
2023년 6월 11일 유튜브 라이브 방송을 진행했다. 그는 방송 중에 자신의 유서를 공개했다. 공개된 유서에는 "딸들에게 미안하다", "앞으로 인생을 살아가면서 죄책감을 갖지 않길 바란다"는 내용이 담겼다.
라이브 방송은 여전히 진행되었고 그녀의 휴대전화로 지인들의 전화가 연이어 오는 모습이 담겼다.  수십분 안에 신고를 받고 현장에 출동한 구급대원들이 해당 방송을 중지시켰다.
라이브 방송 도중 극단적 선택을 시도했던 임지혜(BJ임블리)가 위독한 상태인 것으로 전해졌다. 방송 영상은 유튜브 가이드라인 위반으로 삭제되었다.

6월 13일 극단적인 선택을 시도했던 레이싱모델 출신 아프리카TV 임지혜(BJ임블리)의 상태가 위중한 것으로 알려졌다. 심정지가 2회 발생한 이후 의식이 없어 경과를 더 지켜봐야 한다고 전해졌다.
2023년 6월 19일 개인 계정에 부고 소식이 올라왔다.
경찰은 해당 사망 사건을 비롯해  다른 여성 BJ의 자살 방조, 모욕 등 여러 의혹에 대해도 수사 할 예정이다.